# Dífil (filòsof estoic)
Dífil (en llatí Diphilus, en grec Δίφιλος) va ser un filòsof estoic que va rebre el renom de Labyrinthus. Va ser el mestre de Zenó. Era fill d'Aristenet. L'esmenta Llucià